# Коричнева каплиця AME церкви
Коричнева каплиця A.M.E. церкви — це церква за адресою: 410, вулиця Мартіна Лютера Кінга-молодшого. Бульвар в Сельма, штат Алабама, Сполучені Штати Америки. Ця церква стала відправною точкою для маршу Сельма-Монтгомері у 1965 році і, будучи місцем зустрічей та офісами Конференції християнських лідерів півдня (SCLC) під час руху Сельма, відіграла важливу роль у подіях, які призвели до прийняття Закону про виборчі права 1965 роки. Широко поширена думка, що реакція нації на марш Сельми «Кривава неділя» зробила прийняття Закону про виборчі права політично життєздатним в Конгрес США.
16 червня 1976 року вона була додана до Реєстру визначних пам'яток і спадщини Алабами, а пізніше 4 лютого 1982 року оголошена Національною історичною пам'яткою.
Будівля зазнала значної шкоди від термітів і плісняви, поки вона була порожньою під час пандемії COVID-19, і вона була включена до щорічного списку 11 найбільш загрозливих місць Америки Національного фонду охорони історичних пам'яток у 2022 році.

## Опис
Церква Brown Chapel AME розташована на північний схід від центру міста Сельма, на східному боці бульвару Мартіна Лютера Кінга молодшого між вулицею Сент-Джонс і Кларк-авеню. Це велика мурована споруда, зведена з червоної цегли оздоблена білим каменем. Стилістично це в основному романське відродження, побудоване у формі грецького хреста з візантійським впливом. Її фасад має входи, заглиблені за аркаду з трьох округлих арок, і оточена парою квадратних веж, увінчаних восьмикутними ліхтарями та куполами. Єдина значна зовнішня зміна — це функціональне доповнення задньої частини, розміщення кухні та інших зручностей.
Церква побудована в 1908 році за проєктом AJ Farley. Його конгрегація виникла з об'єднаної афроамериканської та білої конгрегації методистів, яка розділилася за расою в 1866 році. Його перша святиня була побудована на цьому місці в 1869 році. Нині вона найбільш відома своєю роллю як місце проведення організаційних зустрічей, пов'язаних з кількома важливими подіями в русі за громадянські права 1950-х і 1960-х років. Південна християнська лідерська конференція (SCLC), одна з головних організацій активістів громадянських прав, використовувала церкву як свою штаб-квартиру в Сельмі під час протестних заходів, організованих у 1964 та 1965 роках, які призвели до остаточного прийняття Закону про виборчі права 1965 року.